# Stanišinci
Stanišinci (em cirílico: Станишинци) é uma vila da Sérvia localizada no município de Vrnjačka Banja, pertencente ao distrito de Ráscia, na região de Ráscia. A sua população era de 241 habitantes segundo o censo de 2011.

## Demografia
| 1948 | 1953 | 1961 | 1971 | 1981 | 1991 | 2002 | 2011 |
| ---- | ---- | ---- | ---- | ---- | ---- | ---- | ---- |
| 934  | 935  | 922  | 772  | 665  | 473  | 391  | 241  |